# Quinto Dellio
Quinto Dellio (in latino Quintus Dellius; fl. 43-31 a.C.) è stato un militare e storico romano del I secolo a.C., attivo nel periodo dell'ultima guerra civile della Repubblica romana.

## Biografia
Dellio, all'inizio della guerra ai Cesaricidi si schierò con Publio Cornelio Dolabella, per poi disertare e andare dalla parte di Gaio Cassio Longino nel 43 a.C.; già l'anno successivo, però, abbandonò quest'ultimo ed entrò nel seguito di Marco Antonio. Al servizio di questi si recò nel 41 a.C. ad Alessandria d'Egitto per convocare la regina Cleopatra a Tarso, dove questa incontrò il generale romano. 
Tra il 40 e il 39 a.C. fu mandato in Giudea per aiutare Erode il Grande a cacciare l'usurpatore Antigono II Asmoneo; una volta assolto questo compito negoziò con Erode la nomina di Aristobulo III a Gran Sacerdote. 
Dellio partecipò poi alla campagna partica di Marco Antonio nel 36 a.C. e nel 34 a.C. fu inviato in Armenia per negoziare il matrimonio tra Alessandro Elio (figlio di Cleopatra e Antonio) e una delle figlie del re Artavaside II; la famiglia reale armena, però, fu subito dopo imprigionata da Antonio stesso, che annesse il territorio del regno ai propri domini.
Dellio era ormai considerato uno dei più fidati amici di Antonio e, giunti allo scontro tra questi e Ottaviano, egli iniziò a reclutare truppe in Macedonia e Tracia per il proprio comandante; tuttavia gli attriti con la regina Cleopatra erano sempre più evidenti. Probabilmente per questo, subito prima della decisiva battaglia di Azio (2 settembre 31 a.C.), Dellio passò dal lato di Ottaviano, giustificandosi con la paura di poter essere assassinato dalla regina egizia. 
Successivamente continuò a essere un consigliere di Ottaviano Augusto, una volta che questi diventò imperatore.

## Opere
Dellio fu autore di un'opera storiografica monografica (probabilmente in latino) riguardante le campagne partiche di Marco Antonio, a cui aveva preso parte; probabilmente è da questo lavoro che presero spunto Plutarco e Cassio Dione per narrare le guerre in Partia nelle proprie opere.
L'opera doveva essere non solo un commentarius militare, anche se la dettagliata narrazione ripresa dai suddetti autori ce ne mostra molte caratteristiche, ma anche un'opera autobiografica, volta a giustificare il voltafaccia contro Antonioː molti passi della Vita plutarchea di Antonio, in effetti, come i dettagli del primo incontro tra il generale romano e Cleopatra a Efeso, potrebbero risalire proprio a Dellio, che in questo caso organizzò il meeting.